# Paroisse d'Hampstead
Pour les articles homonymes, voir Hampstead.
La paroisse d'Hampstead est une paroisse civile et un ancien district de services locaux (DSL) du comté de Queens, située au sud du Nouveau-Brunswick. Dans le cadre de la réforme de la gouvernance locale du 1er janvier 2023, le DSL a été annexé à le nouveau village d'Arcadia.

## Toponyme
Hampstead fut nommée ainsi par Richard Hewlett d'après la localité de Hempstead, sur Long Island dans l'État de New York. Richard Hewlett s'était établi sur l'île Longue, dans le fleuve, après avoir commandé des troupes à Saint-Jean.

## Géographie

### Hameaux et lieux-dits
La paroisse comprend les hameaux de Elm Hill, Hampstead, McAlpines, Pleasant Villa et Queenstown.

## Histoire
Selon la carte Morris de 1758, les Acadiens possédaient un village de quelques maisons du nom de Chofour, vraisemblablement nommé en l'honneur de Louis d'Amours de Chauffours; il était situé juste au sud de Grimrose, désormais Gagetown. Un autre village, Villeray, est brûlé par Robert Monckton en 1758; il était situé vis-à-vis le centre de l'île Musquash du Milieu.
Des pré-loyalistes fondent Kemble Manor, aujourd'hui le lieu-dit The Manor dans la base militaire, avant 1783. Des loyalistes s'établissent sur le territoire entre 1784 et 1785 au bord du fleuve, en aval de l'île Longue, à la suite de l'achat du manoir Kemble. La paroisse civile est érigée en 1786.
Hibernia est ainsi fondé vers 1810 par des immigrants irlandais et des Néo-brunswickois. Selon la tradition orale, Otnabog est fondé vers 1812 par des loyalistes noirs, autrement dit des Noirs affranchis, originaires de Virginie. Les terres leur sont accordées en 1830. Emigrant Settlement est fondé vers 1860 par des Irlandais. William Francis Ganong note la présence d'un campement malécite à Hampstead au tournant du XXe siècle.
Hibernia est exproprié dans les années 1950 pour l'ouverture de la base de Gagetown.
La municipalité du comté de Queens est dissoute en 1966. La paroisse d'Hampstead devient un district de services locaux en 1967.

## Démographie
| 2001 | 2006 | 2011 | 2016 |
| ---- | ---- | ---- | ---- |
| 312  | 278  | 294  | 277  |

## Économie
Entreprise Central NB, membre du Réseau Entreprise, a la responsabilité du développement économique.

## Administration

### Comité consultatif
En tant que district de services locaux, Westfield est administré directement par le Ministère des Gouvernements locaux du Nouveau-Brunswick, secondé par un comité consultatif élu composé de cinq membres dont un président.

### Commission de services régionaux
La paroisse de Hampstead fait partie de la Région 11, une commission de services régionaux (CSR) devant commencer officiellement ses activités le 1er janvier 2013. Contrairement aux municipalités, les DSL sont représentés au conseil par un nombre de représentants proportionnel à leur population et leur assiette fiscale. Ces représentants sont élus par les présidents des DSL mais sont nommés par le gouvernement s'il n'y a pas assez de présidents en fonction. Les services obligatoirement offerts par les CSR sont l'aménagement régional, l'aménagement local dans le cas des DSL, la gestion des déchets solides, la planification des mesures d'urgence ainsi que la collaboration en matière de services de police, la planification et le partage des coûts des infrastructures régionales de sport, de loisirs et de culture; d'autres services pourraient s'ajouter à cette liste.

### Représentation et tendances politiques
Nouveau-Brunswick: Hampstead fait partie de la circonscription provinciale de Grand Lake-Gagetown, qui est représentée à l'Assemblée législative du Nouveau-Brunswick par Ross Wetmore, du Parti progressiste-conservateur. Il fut élu en 2010. La base militaire est plutôt comprise dans la circonscription provinciale d'Oromocto, qui est représentée par Jody Carr, du Parti progressiste-conservateur. Il fut élu en 1999 puis réélu en 2003, en 2006 et en 2010.
 Canada: Hampstead fait partie de la circonscription électorale fédérale de Nouveau-Brunswick-Sud-Ouest, qui est représentée à la Chambre des communes du Canada par Gregory Francis Thompson, ministre des Anciens Combattants et membre du Parti conservateur. Il fut élu lors de la 40e élection fédérale, en 1988, défait en 1993 puis réélu à chaque fois depuis 1997.

## Vivre dans la paroisse d'Hampstead
Le DSL est inclus dans le territoire du sous-district 10 du district scolaire Francophone Sud. Les écoles francophones les plus proches sont à Fredericton et Oromocto alors que les établissements d'enseignement supérieur les plus proches sont dans le Grand Moncton.
L'église St. Stephen's de Queenstown est une église anglicane. Le bureau de poste et le détachement de la Gendarmerie royale du Canada le plus proche sont à Gagetown.
Les anglophones bénéficient du quotidien Telegraph-Journal, publié à Saint-Jean. Les francophones bénéficient quant à eux du quotidien L'Acadie nouvelle, publié à Caraquet et de l'hebdomadaire L'Étoile, de Dieppe.